# Élections municipales de 2020 au Havre
Pour un article plus général, voir Élections municipales de 2020 dans la Seine-Maritime.
Les élections municipales françaises au Havre de 2020 ont lieu, comme dans le reste de la France, le 15 mars pour le premier tour et le 28 juin 2020 pour le second tour (en raison de la crise sanitaire liée à la pandémie de Covid-19), pour le renouvellement du conseil municipal.

## Contexte

### Majorité municipale sortante
L'élection municipale havraise de mars 2020 intervient dans un contexte où la tête de liste en 2014 de la majorité sortante, Édouard Philippe, est devenu depuis mai 2017 le Premier ministre d'Emmanuel Macron. Ainsi, entre 2017 et 2020, les Havrais ont connu deux maires : Luc Lemonnier (mai 2017 - mars 2019) et Jean-Baptiste Gastinne (mars 2019 - mars 2020).
Au sein même de la majorité municipale, il ne semble pas évident que Jean-Baptiste Gastinne soit le tête de liste de la majorité sortante, plus particulièrement pour Agnès Firmin Le Bodo, député, qui souhaite le retour du Premier ministre pour les élections.
Le Premier ministre va alors garder pendant longtemps ses intentions au niveau local. Après que Antoine Rufenacht, ancien maire du Havre, émet l'idée dans une tribune du Figaro que Édouard Philippe devrait se présenter aux élections municipales de Paris, ce dernier rétorque la proposition lors du congrès national de la République en Marche en déclarant « On n'est jamais candidat ailleurs qu'à l'endroit qu'on a dans ses tripes et moi, mes tripes, elles ont un goût d'eau salée. Si un jour, je devais être candidat aux municipales, je ne vois pas où cela pourrait être ailleurs qu'au Havre ».
Le doute est levé le 31 janvier 2020, où il annonce son intention d'être candidat tête de liste pour les municipales, dans une interview accordée au Paris-Normandie, et en le réaffirmant le soir même lors d'un meeting au Havre. Il annonce ainsi sa volonté de rester Premier ministre autant de temps que le président de la République le voudra, et son soutien à Jean-Baptiste Gastinne pour assurer le mandat local de maire du Havre en attendant.
De nombreuses critiques venant de personnalités politiques et des réseaux sociaux vont déclarer que la candidature du Premier ministre n'est pas décente, devant en même temps que sa campagne gérer le pays dans un climat social tendu, avec la réforme des retraites vers un système unique universel.
Le parti Les Républicains, alors étiquette de la liste de la majorité en 2014, déclare le 4 février 2020 qu'il ne soutient pas la liste portée par Édouard Philippe, et démet de ses fonctions la présidente de la fédération de Seine-Maritime, Agnès Canayer, sénatrice et soutien de Édouard Philippe.

### Un scrutin d'importance nationale
De même, au niveau national, le parti La République en marche a du mal à avoir un ancrage local dans les petites villes, ce qui lui laisse présager de mauvais scores au niveau national. Ainsi, peu de membres du gouvernement sont candidats pour les municipales, et encore moins en tête de liste : Édouard Philippe (Premier ministre) au Havre et Gérald Darmanin (ministre de l'Action et des Comptes publics) à Tourcoing. Ainsi, ces deux élections, et plus particulièrement celle du Premier ministre amènent naturellement les médias à les traiter plus particulièrement — au même titre que Paris — et ont tendance à transformer une élection locale en scrutin d'une importance nationale.

## Candidats déclarés

### Union des gauches
En juin 2019, le Parti socialiste (PS) envisage une liste commune avec plusieurs partis de gauche, notamment le Parti communiste français (PCF) et Europe Écologie Les Verts (EELV).
Le même mois, le député communiste Jean-Paul Lecoq se déclare candidat à la mairie du Havre, avec le soutien de Génération.s , d'Ensemble ! du Parti pour la décroissance, et de militants de La France insoumise (FI) à titre individuel. Il souhaite intégrer à sa liste le PS, EELV et FI. Le Nouveau Parti anticapitaliste et le Parti radical de gauche ont eux décliné l'offre de Lecoq.
Un « comité citoyen » de 650 personnes, indépendant des organisations politiques, participe activement à la démarche.
Le 18 janvier, FI annonce participer à la campagne « Un Havre citoyen » avec Jean-Paul Lecoq.

### Union des écologistes
Après une dernière volonté d'ouverture en décembre 2019 avec le Parti communiste français (PCF) (création d'une liste 50/50 et non d'une intégration), Alexis Deck annonce une liste d'union des écologistes havrais Le Havre écologie - Demain commence aujourd'hui, qui rassemble Europe Écologie Les Verts (EELV), le Parti socialiste (PS), le Parti radical de gauche et Place publique.

### Vivons Le Havre
Antoine Siffert, ancien candidat PRG estampillé majorité présidentielle dans la septième circonscription de la Seine-Maritime aux dernières élections législatives, et Guillaume Milert, coprésident du HAC handball, sans étiquette, devaient dévoiler leur liste le 11 février. Le 7 février, Antoine Siffert renonce finalement à poursuivre. La liste « Vivre Le Havre » est  reprise par Guillaume Milert le 17 février et pour l'occasion renommée « Vivons Le Havre ».

### Les Républicains - La République en marche
Le maire sortant, Jean-Baptiste Gastinne (Les Républicains) sera candidat à sa réélection sauf si Édouard Philippe, son prédécesseur et actuel Premier ministre, se présentait. Le 31 janvier, Édouard Philippe annonce qu'il sera candidat tête de liste mais qu'en cas de victoire, il laissera la place de maire à Jean-Baptiste Gastinne et restera à Matignon.
Agnès Firmin-Le Bodo, députée membre d'Agir, est candidate en deuxième position. Gastinne est troisième.

### Parti animaliste
Le Parti animaliste a trois ans et présentera pour la première fois des listes aux élections municipales en mars 2020. Il sera mené par Béatrice Canel Depitre, 65 ans, maîtresse de conférence à l’université du Havre.

### Rassemblement national
Frédéric Groussard est tête de liste pour le Rassemblement national.

## Sondages

### Premier tour
| Institut | Date            | Panel | LO       | PCF-LFI-G·s | EÉLV-PS | LREM-LR  | RN        | PA    | DIV    | Autres |
| Institut | Date            | Panel | Cauchois | Lecoq       | Deck    | Philippe | Groussard | Canel | Milert | Autres |
| -------- | --------------- | ----- | -------- | ----------- | ------- | -------- | --------- | ----- | ------ | ------ |
| Institut | Date            | Panel |          |             |         |          |           |       |        |        |
| Ifop     | 27 février 2020 | 602   | 1,5      | 25          | 16      | 42       | 10        | 1     | 3      | 1,5    |

N.B. :
- en gras sur fond coloré : le candidat arrivé en tête du sondage ;
- en gras sur fond blanc le candidat arrivé en deuxième position du sondage.

### Second tour
| Institut | Date        | Panel | PCF-LFI-G·s | LREM-LR  |
| Institut | Date        | Panel | Lecoq       | Philippe |
| -------- | ----------- | ----- | ----------- | -------- |
| Institut | Date        | Panel |             |          |
| Ifop     | 5 juin 2020 | 605   | 47          | 53       |

## Résultats
L'utilisation de machines de vote électroniques entraine l'absence de vote nul.
| composition du conseil municipal du Havre après les élections 2020 |                          |                             |              |              |             |             |        |        |
| Tête de liste                                                      | Tête de liste            | Liste                       | Premier tour | Premier tour | Second tour | Second tour | Sièges | Sièges |
| Tête de liste                                                      | Tête de liste            | Liste                       | Voix         | %            | Voix        | %           | CM     | CC     |
|                                                                    | Édouard Philippe         | LREM - LR - Agir            | 17 798       | 43,60        | 25 159      | 58,83       | 47     | 47     |
| Le Havre !                                                         |                          |                             | 17 798       | 43,60        | 25 159      | 58,83       | 47     | 47     |
|                                                                    | Jean-Paul Lecoq          | PCF - LFI - G·s - E! - PPLD | 14 646       | 35,88        | 17 604      | 41,17       | 12     | 12     |
| Un havre citoyen avec Jean-Paul Lecoq                              |                          |                             | 14 646       | 35,88        | 17 604      | 41,17       | 12     | 12     |
|                                                                    | Alexis Deck              | EELV - PS - PRG - PP        | 3 382        | 8,28         |             |             | 0      | 0      |
| Le Havre écologie – demain commence aujourd'hui                    |                          |                             | 3 382        | 8,28         |             |             | 0      | 0      |
|                                                                    | Frédéric Groussard       | RN                          | 2 986        | 7,31         | 0           | 0           |        |        |
| Rassemblement national Le Havre                                    |                          |                             | 2 986        | 7,31         | 0           | 0           |        |        |
|                                                                    | Guillaume Milert         | DIV                         | 930          | 2,28         | 0           | 0           |        |        |
| Vivons Le Havre                                                    |                          |                             | 930          | 2,28         | 0           | 0           |        |        |
|                                                                    | Béatrice Canel Depitre   | PA                          | 800          | 1,96         | 0           | 0           |        |        |
| Le Havre animaliste                                                |                          |                             | 800          | 1,96         | 0           | 0           |        |        |
|                                                                    | Magali Cauchois          | LO                          | 281          | 0,69         | 0           | 0           |        |        |
| Lutte ouvrière – Faire entendre le camp des travailleurs           |                          |                             | 281          | 0,69         | 0           | 0           |        |        |
|                                                                    |                          |                             |              |              |             |             |        |        |
| Votes exprimés                                                     | Votes exprimés           | Votes exprimés              | 40 823       | 98,57        | 42 763      | 97,08       |        |        |
| Votes blancs                                                       | Votes blancs             | Votes blancs                | 592          | 1,43         | 1 285       | 2,92        |        |        |
| Votes nuls                                                         | Votes nuls               | Votes nuls                  | 0            | 0,00         | 0           | 0,00        |        |        |
| Total                                                              | Total                    | Total                       | 41 415       | 100          | 44 048      | 100         | 59     | 59     |
| Abstention                                                         | Abstention               | Abstention                  | 63 226       | 60,42        | 60 787      | 57,98       |        |        |
| Inscrits / participation                                           | Inscrits / participation | Inscrits / participation    | 104 641      | 39,58        | 104 835     | 42,02       |        |        |